# オイユウタ
オイユウタは、日本の漫画家。秋田県出身。2022年より『最強ジャンプ』（集英社）にて、『クリヒロイ』を連載している。

## 来歴
2016年、「第二回少年ジャンプに絶対載るギャグ賞」でNo.1を受賞し、「4プラ (4コマ＋)」でデビューを果たす。2020年、『少年ジャンプ+』（集英社）にて、「ジャンプ最強ギャグ漫画賞！」で大賞を受賞した『モグモグモギュー』が連載化される。同作は連載開始と同時にテレビアニメ化された。2022年より『最強ジャンプ』（同）にて、『クリヒロイ』を連載している。

## 作風
デビュー作「4プラ (4コマ＋)」について、ジャンプの編集者・大西恒平は「4コマ後のカットがいい味出してる」、相田聡一は「物凄く笑えるということはないが一定のレベルにある」、井坂尊は「センス感じます」とコメントをした。

## 作品リスト

### 連載
- モグモグモギュー（『少年ジャンプ+』2020年10月5日[4] - 2021年2月22日、全1巻） - 単行本は電子書籍限定刊行。
- クリヒロイ（『最強ジャンプ』2022年12月号[2] - 2023年7月号[6]→『最強ジャンプ』YouTube連載[6]、全1巻）

### 読み切り
- 4プラ (4コマ＋)（『週刊少年ジャンプ』2016年11号電子版[3]）
- モグモグモギュー（『最強ジャンプ』2020年9月号） - 後に連載化。
- トリフトロフ（『最強ジャンプ』2021年10月号）
- ぱんでみクエスト〜ボケの泉を封鎖せよ！〜（『最強ジャンプ』2021年11月号）
- クリヒロイ〜生物クリーチャーを拾いまくる話〜（『最強ジャンプ』2022年2月号）
- 危機！カイカイ（『最強ジャンプ』2024年12月号[7]）